# 臺中市政府消防局
臺中市政府消防局，為中華民國臺中市的消防機關。隸屬於臺中市政府，負責臺中市的消防、防災等事務。消防人員三大任務是「預防火災」、「搶救災害」和「緊急救護」。

## 沿革
- 1915年（大正4年），台中廳警務課於各區街庄設消防組。
- 1920年（大正9年）9月1日，台灣地方制度改為「五州二廳」；台中州設知事官房、內務部、警務部，轄下市、郡役所分設警察署、警察課，下均設消防組。
- 1945年，中華民國政府接收日本台灣總督府管轄地區，消防組改為各鄉鎮市公所消防隊。
- 1947年8月14日，各縣市消防組織改為各縣市警察局保安課消防隊。
- 1966年10月16日，各縣市消防業務，再變為各縣市警察局消防隊辦理。
- 1995年，內政部消防署成立後，警政、消防機關正式分隸。
- 1998年12月12日，臺中縣消防局成立，局本部位於臺中縣豐原市圓環北路一段321號（局本部豐原辦公室暨第一大隊部現址），內設十二科，外設五個大隊及二十九個分隊。
- 1999年1月17日，臺中市消防局成立，局本部位於臺中市中港路一段250號（今台灣大道二段350號）（局本部中港辦公室暨第七大隊部現址），內設五課、四室、一場、一中心，外設三個大隊及十六個分隊。
- 2010年2月1日，臺中市消防局新辦公大樓落成啟用，局本部遷移至文心南九路119號現址。
- 2010年12月25日，臺中縣市合併升格為臺中市 (直轄市)，合併為臺中市政府消防局，以原臺中市消防局辦公大樓為局本部。

## 歷任局長

#### 臺中縣消防局
- 唐雲明（中央警官學校正科43期，原任內政部消防署教育訓練組組長）
- 曾進財（中央警官學校正科43期，原任臺中縣消防局副局長）

#### 臺中市消防局（省轄時期）
- 吳青芳（中央警官學校正科40期，原任臺中市警察局消防隊隊長）

#### 臺中市政府消防局（縣市合併後）
| 任 次 | 姓 名  | 肖 像 | 就任時間       | 卸任時間       | 任命者 | 備 註                                                                      |
| ----- | ------ | ----- | -------------- | -------------- | ------ | -------------------------------------------------------------------------- |
| 1     | 廖明川 |       | 2010年12月25日 | 2014年12月24日 | 胡志強 | 中央警官學校正科44期 原任內政部消防署綜合企劃組組長 隨政黨輪替卸任         |
| 2     | 蕭煥章 |       | 2014年12月25日 | 2018年12月24日 | 林佳龍 | 中央警官學校正科49期 原任內政部消防署訓練中心主任 後調任內政部消防署副署長 |
| 3     | 曾進財 |       | 2018年12月25日 | 2022年12月24日 | 盧秀燕 | 中央警官學校正科43期 原任臺中市政府消防局副局長 屆齡退休                   |
| 4     | 孫福佑 |       | 2022年12月25日 | 現任           | 盧秀燕 | 中央警官學校正科51期 原任新竹縣政府消防局局長                              |

資料來源：臺中市政府消防局全球資訊網

## 組織
- 局長1人（由臺中市市長任命，比照簡任第十三職等，配階三線三星）
  - 副局長2人（簡任第十一職等或警監，配階三線二星）
    - 主任秘書1人（簡任第十職等或警監，配階三線二星）
    - 專門委員2人（簡任第十職等或警監，配階三線二星）
    - 簡任技正2人（簡任第十職等，配階三線二星）
      - 科長7人（薦任第九職等或警正，配階三線一星）
      - 主任2(1)人（薦任第九職等或警正，配階三線一星）
      - 技正4人（薦任第八職等至第九職等或警正，配階二線四星）
      - 秘書1人（薦任第八職等至第九職等或警正，配階二線四星）
      - 督察1人（薦任第八職等至第九職等或警正，配階二線四星）
      - 專員3人（薦任第八職等至第九職等或警正，配階二線四星）
      - 股長20人（薦任第八職等或警正，配階二線三星）
      - 督察員5人（薦任第八職等或警正，配階二線三星）
      - 科員69人（委任第五職等或薦任第六職等至第七職等或警佐或警正，配階一線三星至二線二星）
      - 技士9人（委任第五職等或薦任第六職等至第七職等）
        - 技佐6人（委任第四職等至第五職等）（內3人得列薦任第六職等）
        - 辦事員12人（委任第三職等至第五職等）
        - 書記9人（委任第一職等至第三職等）

### 業務單位

#### 局本部
- 火災預防科：下設消防安檢股、防火宣導股、設備審勘股
- 災害搶救科：下設災害搶救股、民力運用股
- 秘書室：下設管制考核股、文書庶務股
- 人事室：下設第一股、第二股
- 會計室：下設第一股、第二股
- 政風室
- 救災救護指揮中心：下設勤務股、公關股、資訊通訊股
- 臺中市政府災害應變中心

#### 南屯辦公室
- 緊急救護科：下設救護規劃股、救護管理股
- 火災調查科：下設調查股、鑑識股
- 危險物品管理科：下設危險物品股、高壓氣體股

#### 豐原辦公室
- 教育訓練科：下設教育股、訓練股
- 車輛保養中心

#### 中港辦公室
- 災害管理科：下設減災規劃股、整備應變股
- 臺中市政府災害防救辦公室

### 勤務單位

#### 特搜大隊
- 大隊長1人（警正至警監）
  - 副大隊長1人（警正）
  - 分隊長3人（警佐或警正）
    - 小隊長16人（警佐或警正）
    - 隊員98人（警佐）（內49人得列警正四階）

#### 救災救護大隊
- 大隊長8人（警正至警監）
  - 副大隊長8人（警正）
  - 組長16人（警正或薦任第八職等）
  - 組員17人（警佐或警正或委任第五職等或薦任第六職等至第七職等）
  - 分隊長49人（警佐或警正）
    - 小隊長220人（警佐或警正）
    - 隊員1,367人（警佐）（內683人得列警正四階）

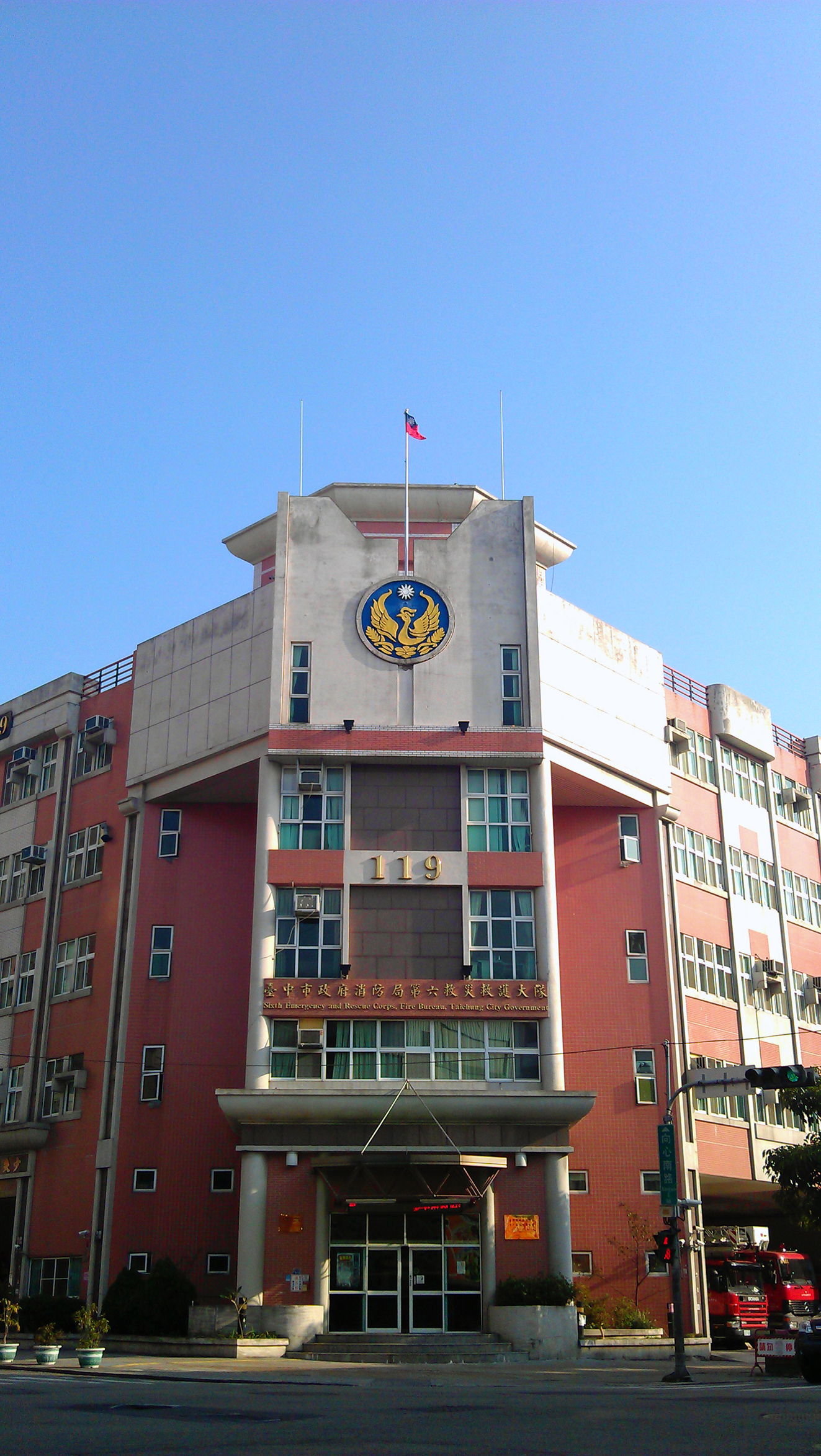
第六救災救護大隊(南屯)
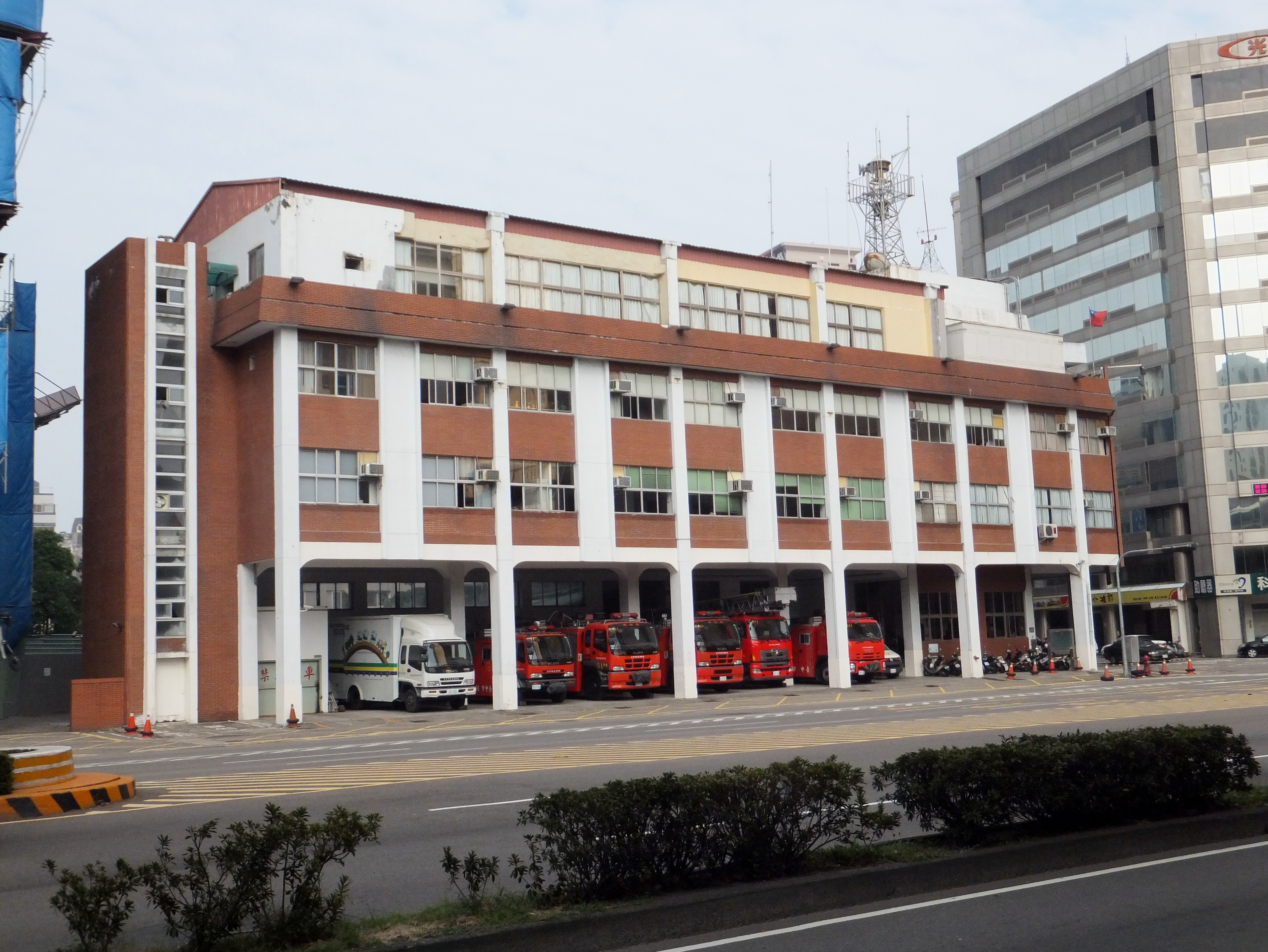
第七救災救護大隊(中港)
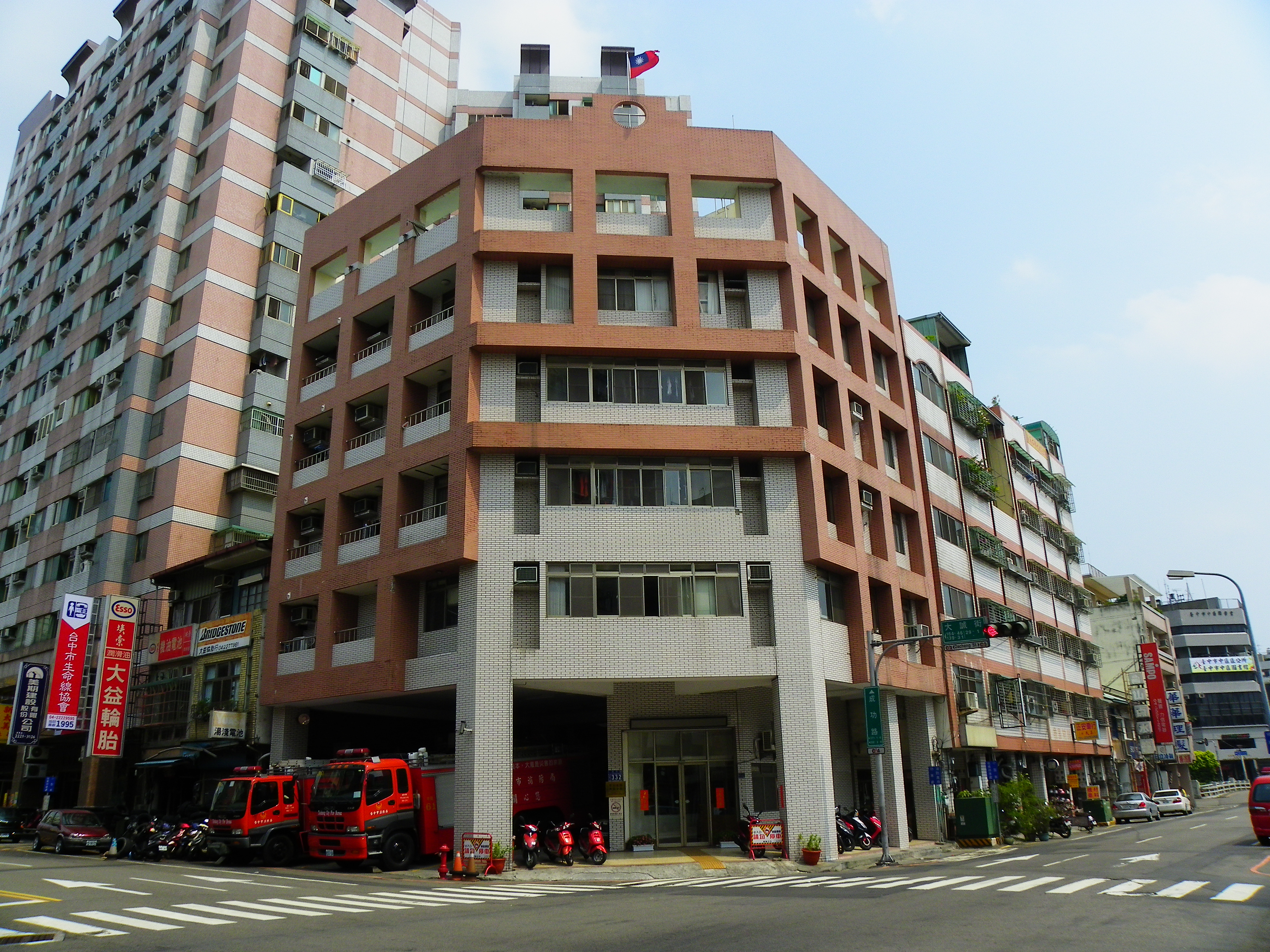
第七大隊中區分隊

| 大 隊            | 分 隊      | 位 置                       | 責任區                                   | 備 註            |
| ---------------- | ---------- | --------------------------- | ---------------------------------------- | ---------------- |
| 第一救災救護大隊 | 大隊部     | 豐原區圓環北路一段321號     | 豐原地區                                 | 豐原辦公室所在地 |
| 第一救災救護大隊 | 豐原分隊   | 豐原區圓環北路一段321號     | 豐原區（22里）                           | 豐原辦公室所在地 |
| 第一救災救護大隊 | 潭子分隊   | 潭子區中山路二段237巷3號    | 潭子區（9里）                            |                  |
| 第一救災救護大隊 | 大雅分隊   | 大雅區學府路80號            | 大雅區（15里）                           |                  |
| 第一救災救護大隊 | 神岡分隊   | 神岡區厚生路9號             | 神岡區（16里）                           |                  |
| 第一救災救護大隊 | 頭家厝分隊 | 潭子區得天南街37巷55號      | 潭子區（7里）                            |                  |
| 第一救災救護大隊 | 豐南分隊   | 豐原區育英路150號           | 豐原區（14里）                           |                  |
| 第二救災救護大隊 | 大隊部     | 東勢區東關路七段430號3樓    | 山城地區                                 |                  |
| 第二救災救護大隊 | 東勢分隊   | 東勢區東關路七段430號1樓    | 東勢區（25里）                           |                  |
| 第二救災救護大隊 | 新社分隊   | 新社區興安路1號             | 新社區（13里）                           |                  |
| 第二救災救護大隊 | 石岡分隊   | 石岡區豐勢路1171號          | 石岡區（10里）                           |                  |
| 第二救災救護大隊 | 和平分隊   | 和平區東關路三段157號       | 和平區（3里）                            |                  |
| 第二救災救護大隊 | 梨山分隊   | 和平區復興路松柏巷42號      | 和平區（2里）                            |                  |
| 第二救災救護大隊 | 雙崎分隊   | 和平區東崎路二段39號        | 和平區（1里）                            |                  |
| 第二救災救護大隊 | 谷關分隊   | 和平區東關路一段119號       | 和平區（3里）                            |                  |
| 第三救災救護大隊 | 大隊部     | 大里區國光路二段299號       | 大屯地區                                 |                  |
| 第三救災救護大隊 | 仁化分隊   | 大里區工業四路1號           | 大里區（6里） 太平區（2里）              |                  |
| 第三救災救護大隊 | 霧峰分隊   | 霧峰區吉峰路18號            | 霧峰區（15里）                           |                  |
| 第三救災救護大隊 | 大里分隊   | 大里區國光路二段299號1樓    | 大里區（15里）                           |                  |
| 第三救災救護大隊 | 太平分隊   | 太平區中興東路46號          | 太平區（13里）                           |                  |
| 第三救災救護大隊 | 烏日分隊   | 烏日區新興路312號           | 烏日區（10里）                           |                  |
| 第三救災救護大隊 | 中山分隊   | 太平區中山路四段23號        | 太平區（17里）                           |                  |
| 第三救災救護大隊 | 十九甲分隊 | 大里區立元路26號            | 大里區（6里）                            |                  |
| 第三救災救護大隊 | 溪湳分隊   | 烏日區溪南路一段823巷59號   | 霧峰區（5里）                            |                  |
| 第三救災救護大隊 | 車籠埔分隊 | 太平區光興路1463巷33弄67號  | 太平區（7里）                            |                  |
| 第四救災救護大隊 | 大隊部     | 沙鹿區鎮南路二段476號       | 海線地區                                 |                  |
| 第四救災救護大隊 | 沙鹿分隊   | 沙鹿區鎮南路二段476號       | 沙鹿區（18里）                           |                  |
| 第四救災救護大隊 | 清水分隊   | 清水區南社路198號           | 清水區（28里）                           |                  |
| 第四救災救護大隊 | 梧棲分隊   | 梧棲區四維路一段1號         | 梧棲區（14里）                           |                  |
| 第四救災救護大隊 | 大肚分隊   | 大肚區沙田路三段40號        | 大肚區（14里）                           |                  |
| 第四救災救護大隊 | 龍井分隊   | 龍井區沙田路四段183號       | 龍井區（12里）                           |                  |
| 第四救災救護大隊 | 犁份分隊   | 龍井區中興路120巷8號        | 龍井區（4里） 大肚區（3里）              |                  |
| 第四救災救護大隊 | 清泉分隊   | 沙鹿區公明里中清路六段119號 | 沙鹿區（3里） 清水區（4里）              |                  |
| 第五救災救護大隊 | 大隊部     | 大甲區經國路695號           | 溪北地區                                 |                  |
| 第五救災救護大隊 | 幼獅分隊   | 大甲區幼二路32巷1號         | 大甲區（9里）                            |                  |
| 第五救災救護大隊 | 大甲分隊   | 大甲區經國路695號           | 大甲區（20里）                           |                  |
| 第五救災救護大隊 | 外埔分隊   | 外埔區六分路348號           | 外埔區（11里）                           |                  |
| 第五救災救護大隊 | 后里分隊   | 后里區文明路146號           | 后里區（18里）                           |                  |
| 第五救災救護大隊 | 大安分隊   | 大安區中山南路199號         | 大安區（12里）                           |                  |
| 第六救災救護大隊 | 大隊部     | 南屯區向心南路916號         | 西南屯區                                 | 南屯辦公室所在地 |
| 第六救災救護大隊 | 黎明分隊   | 西屯區青海路二段120號       | 西屯區（9里） 南屯區（5里）              |                  |
| 第六救災救護大隊 | 南屯分隊   | 南屯區向心南路916號         | 西 區（3里） 南屯區（13里）              | 南屯辦公室所在地 |
| 第六救災救護大隊 | 協和分隊   | 西屯區台灣大道四段1347號    | 西屯區（13里）                           |                  |
| 第六救災救護大隊 | 工業區分隊 | 南屯區工業二十七路15號      | 西屯區（1里） 南屯區（1里）              |                  |
| 第六救災救護大隊 | 春社分隊   | 南屯區精科路22號            | 南屯區（6里）                            |                  |
| 第七救災救護大隊 | 大隊部     | 北區台灣大道二段350號       | 台中地區                                 | 中港辦公室所在地 |
| 第七救災救護大隊 | 中港分隊   | 北區台灣大道二段350號       | 北 區（4里） 西屯區（5里） 西 區（12里） | 中港辦公室所在地 |
| 第七救災救護大隊 | 信義分隊   | 南區台中路134號             | 東 區（3里） 西 區（6里）                |                  |
| 第七救災救護大隊 | 中區分隊   | 中區成功路332號             | 北 區（7里） 西 區（4里） 中 區（9里）   |                  |
| 第七救災救護大隊 | 勤工分隊   | 南區復興路一段235號         | 南 區（13里）                            |                  |
| 第七救災救護大隊 | 東英分隊   | 東區東英八街42號            | 東 區（14里）                            |                  |
| 第七救災救護大隊 | 專責救護隊 | 北區台灣大道二段350號       |                                          |                  |
| 第八救災救護大隊 | 大隊部     | 北屯區北屯路88號            | 北屯地區                                 |                  |
| 第八救災救護大隊 | 文昌分隊   | 北屯區文昌東三街48號        | 北 區（18里） 北屯區（7里）              |                  |
| 第八救災救護大隊 | 北屯分隊   | 北屯區北屯路88號            | 北屯區（10里） 北 區（7里）              |                  |
| 第八救災救護大隊 | 四平分隊   | 北屯區后庄路909號           | 北屯區（11里）                           |                  |
| 第八救災救護大隊 | 水湳分隊   | 北屯區中清路二段299號       | 北屯區（6里） 西屯區（11里）             |                  |
| 第八救災救護大隊 | 東山分隊   | 北屯區軍福十三路268號       | 北屯區（8里）                            |                  |
| 特種搜救大隊     | 大隊部     | 北區錦南街46號              |                                          |                  |
| 特種搜救大隊     | 國光分隊   | 大里區大里路289號           |                                          |                  |
| 特種搜救大隊     | 西屯分隊   | 西屯區西屯路三段40號        |                                          |                  |
| 特種搜救大隊     | 大誠分隊   | 北區錦南街46號              |                                          |                  |
| 特種搜救大隊     | 搜救犬隊   | 霧峰區信義路24號            |                                          |                  |

- 第六救災救護大隊(南屯)
- 第七救災救護大隊(中港)
- 第七大隊中區分隊

### 相關組織
- 臺中市義勇消防總隊：11個大隊、8個中隊、120個分隊，總計2840人（救災義消1612人、婦宣1015人、救護213人）
  - 第一至第九大隊（比照消防局救災救護大隊、特種搜救大隊設置）
  - 婦女防火宣導大隊
  - 鳳凰救護志工大隊

資料來源：臺中市政府消防局全球資訊網

## 外部連結
- 臺中市政府消防局 （页面存档备份，存于）（繁體中文）（英文）
- 臺中市政府消防局的Facebook專頁